# معهد كونفوشيوس
معاهد كونفوشيوس (بالصينية: 孔子 学院) هي برامج ترويجية تعليمية وثقافية عامة تمولها وتنظمها حاليًا مؤسسة التعليم الدولي الصينية وسابقًا بواسطة هابان (مركز معهد كونفوشيوس)، وهو منظمة تابعة للحكومة الصينية. والهدف المعلن للبرنامج هو تعزيز اللغة والثقافة الصينية، ودعم التدريس المحلي للغة الصينية دوليًا، وتسهيل التبادلات الثقافية. وقد تعرضت المنظمة لانتقادات بسبب المخاوف من التأثير غير المبرر للحكومة الصينية في الخارج وقمع الحرية الأكاديمية.
بدأ برنامج معهد كونفوشيوس في عام 2004 وبدعم من مركز هابان التابع لوزارة التعليم الصينية (رسميًا مكتب مجلس اللغة الصينية الدولي، والذي غير اسمه إلى مركز تعليم اللغة والتعاون في عام 2020)، وتشرف عليه جامعات خاصة. وتعمل هذه المعاهد بالتعاون مع الكليات والجامعات المحلية التابعة لها في جميع أنحاء العالم، ويجري تقاسم التمويل بين مركز هابان والمؤسسات المضيفة. يتعاون برنامج صف كونفوشيوس المرتبط مع المدارس الثانوية المحلية أو المناطق التعليمية لتوفير المعلمين والمواد التعليمية.
قارن المسؤولون الصينيون معاهد كونفوشيوس بمنظمات ترويج اللغة والثقافة مثل معهد كامو البرتغالي والمجلس الثقافي البريطاني والأليانس فرانسيز الفرنسي ومعهد دانتي أليغييري الإيطالي ومعهد ثيربانتس الإسباني ومعهد غوته الألماني، وقد سُمي العديد منها باسم شخصية ثقافية بارزة في ذلك البلد، فكان اسم كونفوشيوس في الصين. ويجادل بعض المعلقين، على عكس هذه المنظمات، بأن العديد من معاهد كونفوشيوس تعمل مباشرة في حرم الجامعات، الأمر الذي أدى إلى ظهور ما يرون أنه مخاوف فريدة تتعلق بالحرية الأكاديمية والتأثير السياسي.
تُستخدم معاهد كونفوشيوس كشكل من أشكال «القوة الناعمة» من قبل الحكومة الصينية، إذ تنفق نحو 10 مليارات دولار سنويًا على معاهد كونفوشيوس والبرامج ذات الصلة لمتابعة هذه المبادرات. وقد صرح الأمين العام للحزب الشيوعي الصيني (سي سي بّي) شي جين بينغ في عام 2013 أن النوايا هي «تقديم وصف صيني لائق». ونظرًا إلى كونها تابعة لوزارة التعليم الصينية، فقد كانت معاهد كونفوشيوس محل شكوك متزايدة بشأن رقابتها على المحتوى الذي يجري تدريسه، مثل الموضوعات المتعلقة بالحريات الفردية والديمقراطية، وتايوان، والتبت، وشينجيانغ.
كان هناك عدد من التقارير التي تشير إلى حوادث مثيرة للجدل في الماضي، بما في ذلك تعليق مسؤول كبير سابق في الحزب الشيوعي الصيني، لي تشانغ تشون، بأن معاهد كونفوشيوس هي «جزء مهم من الدعاية الصينية الخارجية». وفي يوليو عام 2020 أعلن مركز هابان تغيير اسمه إلى مركز تعليم اللغة والتعاون، مشيرًا إلى أن معهد كونفوشيوس قد جرى نقله إلى مؤسسة التعليم الدولي الصينية، وهي منظمة تصف نفسها «بالخاصة غير الحكومية». وفي 13 أغسطس عام 2020 صنفت وزارة الخارجية الأمريكية المقر الرئيسي لمعهد كونفوشيوس في الولايات المتحدة كبعثة دبلوماسية تابعة للحكومة الصينية. وقد احتج المركز على هذا التصنيف في رسالة مفتوحة إلى وزير الخارجية السابق مايك بومبيو ووزيرة التعليم السابقة بيتسي ديفوس.

## التاريخ
افتتح معهد كونفوشيوس الأول في 21 نوفمبر عام 2004 في سيول في كوريا الجنوبية، بعد إنشاء معهد تجريبي في طشقند في أوزبكستان في يونيو عام 2004. ولم يعد معهد كونفوشيوس نشطًا في كوريا الجنوبية. وافتتح معهد كونفوشيوس الثاني في حرم جامعة ميريلاند، كوليج بارك أيضًا في نوفمبر عام 2004. وفي عام 2006، جرت مناقشة هدف تأسيس 1000 معهد كونفوشيوس بحلول عام 2020. 
وافتتحت المئات من المعاهد منذ ذلك الحين في عشرات البلدان حول العالم.
في أبريل عام 2007 افتُتح أول معهد كونفوشيوس قائم على الأبحاث في جامعة واسيدا في اليابان. وبالشراكة مع جامعة بكين يشجع البرنامج الأنشطة البحثية لطلاب الدراسات العليا الذين يدرسون اللغة الصينية. وفي عام 2007 قدرت وزارة التعليم الصينية أن 100 مليون شخص في الخارج سيتعلمون اللغة الصينية بحلول عام 2010.
في عام 2010، كان أعلى تركيز لهذه المعاهد في الولايات المتحدة واليابان وكوريا الجنوبية.
منذ عام 2006 حتى عام 2019، أنفقت الحكومة الصينية أكثر من 150 مليون دولار على المعاهد في الولايات المتحدة. وبلغ عدد المعاهد في الولايات المتحدة ذروته في عام 2018 عند نحو 100 معهد، وبلغ المجموع في جميع أنحاء العالم نحو 550 معهدًا.
في عام 2019 أصبح هناك 530 معهدًا في عشرات البلدان في القارات الست.

## الاسم
جرت تسمية معهد كونفوشيوس باسم الفيلسوف الصيني الشهير كونفوشيوس (551-479 قبل الميلاد). وطوال القرن العشرين انتقد قادة الحزب الشيوعي الصيني واستنكروا كونفوشيوس باعتباره تجسيدًا للتقاليد «الإقطاعية» في الصين، مع مناهضة الكونفوشيوسية بدءًا من الحركة الثقافية الجديدة عام 1912 إلى حملة انتقاد لين وانتقاد كونفوشيوس خلال الثورة الثقافية عام 1973. ومع ذلك في العقود الأخيرة نما الاهتمام بالثقافة الصينية ما قبل الحديثة في البلاد، وشهد كونفوشيوس على وجه الخصوص انتعاشًا في شعبيته. وخارج الصين يعتبر كونفوشيوس رمزًا معروفًا بشكل عام للثقافة الصينية، ولم يرتبط بالأمور السلبية مثل شخصيات صينية بارزة أخرى كالزعيم ماو تسي تونغ.
«معهد كونفوشيوس» هو اسم علامة تجارية مسجّل، ووفقًا لمتحدث باسم المنظمة «الذين يستمتعون بالأسماء التجارية سيستمتعون بما هو أكثر شعبية وأفضل سمعة وأكبر أثرًا اجتماعيًا، وبالتالي سيكونون قادرين على توليد المزيد من الدعم من المجتمعات المحلية». وحمت حملة عام 2011 «معهد كونفوشيوس» من انتهاك التسجيل المسبق في كوستاريكا.
ذكرت مقالة في صحيفة تشاينا بوست في عام 2014 أنه «من المؤكد أن الصين كانت ستحقق تقدمًا طفيفًا إذا سمت هذه المعاهد باسم ماو، أو باسم دنغ شياو بنغ. ولكن من خلال استعارة اسم كونفوشيوس، أنشأت علامة تجارية من السهل التعرف عليها مباشرة كرمز للثقافة الصينية وتختلف جذريًا عن صورة الحزب الشيوعي».
يشير كيري براون، أستاذ السياسة الصينية في جامعة سيدني، إلى المفارقة التي تقول إن الحزب الشيوعي الصيني الذي يكرس كونفوشيوس الآن قد شوهه قبل أربعة عقود فقط لارتباطه بالقيم الأبوية والتسلسل الهرمي والمحافظة.

## الغاية
إن الغرض المعلن من معاهد كونفوشيوس هو تعزيز وتعليم الثقافة واللغة الصينية في جميع أنحاء العالم. وتقوم معاهد كونفوشيوس بتطوير دورات اللغة الصينية، وتدريب المعلمين، وإجراء اختبار هانيو شوي بينغ كاوشي (اختبار الكفاءة في اللغة الصينية)، واستضافة العروض الثقافية والفنية، وتوفير المعلومات حول الصين المعاصرة. وصرحت مديرة برنامج معاهد كونفوشيوس، شو لين، أن معاهد كونفوشيوس بدأت بتلبية الزيادة المفاجئة في الاهتمام باللغة الصينية حول العالم. كما أنها توفر أعضاء هيئة تدريس اللغة الصينية من البر الرئيسي للصين. ومنذ عام 2011 أصبح هناك 200 من هؤلاء المعلمين يعملون في الولايات المتحدة. ويوجد 14 معهد في الشرق الأوسط، والغرض الرئيسي لمشاركة السكان المحليين في أنشطة المعهد هو تعلم اللغة الصينية للعثور على وظيفة في السوق المحلية أو للعثور على عمل في السوق الصينية المتنامية.